# غلامرضا رهبر
غلامرضا رهبر خبرنگار ایرانی و نماینده صداوسیما در قرارگاه خاتم الانبیا، نوح وکربلازاده ۱۳۳۶ – درگذشته ۲۱ دی ۱۳۶۵ در عملیات کربلای ۵) خبرنگار جنگی ایرانی بود.

## زندگی‌نامه
پدرش عبدالحسین رهبر از پرسنل رده بالای شرکت نفت و در عین حال خبرنگار روزنامه اطلاعات در آبادان بود. غلامرضا از دوران کودکی به گویندگی و خبرنگاری علاقمند بود و همکاری‌هایی نیز با بخش کودک و نوجوان صدا و سیمای مرکز آبادان داشت که پیش از انقلاب با نام رادیو نفت ملی فعالیت می‌کرد و سالها به عنوان گوینده در رادیو آبادان فعالیت می‌نمود. با توجه به اینکه خانواده اش از قشر مرفه جامعه بودند و تعداد زیادی از اقوام و آشنایان او در کشورهای دیگر سکونت داشتند او نیز قصد عزیمت به خارج از کشور برای ادامه تحصیل داشت که فوت پدرش باعث شد غلامرضا در ایران و کنار مادرش بماند. پس از انقلاب و شروع جنگ نقش خبرنگاری ایشان پررنگ تر شد و در خط مقدم جبهه مشغول تهیه فیلم و خبر برای واحد مرکزی خبر بود. او به عنوان نماینده صدا و سیما و هماهنگ‌کننده اکیپ‌های خبری صدا و سیما به مناطق جنگی اعزام شد و بارها از اسکله الامیه و دلاوریهای رزمندگان اسلام تصاویر زیبایی تهیه نمود که هنوز از آن گزارشها به عنوان الگوی خبرنگاری جنگ یاد می‌شود.

## مبدع خبرنگاری جنگ
از وی به عنوان مبدع شیوهٔ خبرنگاری جنگ در ایران یاد می‌شود. حضور او در خط مقدم به‌قدری جدی بود که نه تنها به عنوان یک خبرنگار بلکه به‌عنوان یک منبع خبری موثق برای فرماندهان به‌شمار می‌رفت. تا جایی که محسن رضایی فرمانده جنگ در یک مصاحبه اعلام کرده بود که تا خبری توسط غلامرضا رهبر مخابره نمی‌شد از صحت آن اطمینان نداشتم.
صدای عجیبی داشت هنوز هم عاشقان جبهه، همان‌هایی که از آن روزها به یادگار مانده‌اند، صدای رهبر را احساس می‌کنند؛ حس صدای رهبر را می‌شناسند. همیشه هم در گزارش‌هایش آیه‌ای از قرآن می‌خواند، اطرافیانش می‌گوید او اظهار می‌کرد دوست دارد شهید شود و همیشه با شجاعت برای تهیه گزارش تا خطوط اولیه جبهه‌ها می‌رفت.
«اینجا رادیو آبادان؛ صدای جمهوری اسلامی ایران»؛ مردم جنوب، آن روزها که خانه‌های مردم شهر زیر هجوم تانک‌های بعثی آوار می‌شد، آن روزها که شهر، ویرانه‌ای را می‌ماند، پیچ رادیو کنج طاقچه را که می‌چرخاندند، صدایی آشنا را می‌شنیدند که با قدرت و آرامش، نام جمهوری اسلامی و شهر زیبای آبادان را به زبان می‌آورد؛ «هنا آبادان…»؛ اینجا آبادان.. ؛ اینجا آبادان است؛ اینجا آبادان می‌ماند؛ به زبان عربی هم می‌گفت که بعثی‌ها بشنوند.

## نقش کلیدی و تعیین کننده در انعکاس اخبار جنگ
در تاریخ ۱۹ دی ماه ۱۳۹۷ خورشیدی، همزمان با سالروز کشته‌شدن غلامرضا رهبر، دست.نوشته‌ای از او منتشر شده که در شهریورماه سال ۱۳۶۵ خطاب به یکی از همکارانش در صدا و سیما نوشته شده بود. در این نامه اشاراتی به نوع انعکاس اخبار دریافتی از جبهه ها شده که مشخص می‌کند که وظیفه شهید رهبر فقط تهیه صدا و تصویر از مناطق جنگی نبوده است. او به واسطه ارتباط نزدیکی که با فرماندهان جنگ داشته قبل از انتشار اخبار، موارد را با آنها در میان میگذاشت و موضوعاتی که احیانا به دلایل استراتژیک و نظامی نباید منتشر میشد را به اطلاع همکارانش در مرکز پخش اخبار میرساند. 

## خبرنگار حرفه‌ای و خالق آثار متعدد در طول زندگی کوتاه
از آنجا که خیلی زود فعالیت حرفه‌ای خود را شروع کرده بوده، در جوانی تجربه کافی داشت و به سمت مدیر خبر مرکز آبادان و سپس به سمت نماینده صداوسیما در قرارگاه کربلا و خاتم‌الانبیاء منصوب گشت. اما تصدی این مسئولیت‌ها مانع از حضور وی به‌عنوان پیشتاز اکیپ‌های صداوسیما در خطوط مقدم نبرد نشد. غلامرضا رهبر چندین بار مجروح شد و به دلیل حضور مداوم در جبهه گوشهایش دچار آسیب جدی شده بود. اما جدی‌ترین مجروحیت وی در عملیات والفجر ۸ بود که پس از بهبودی نسبی دوباره به‌سوی مناطق عملیاتی شتافت. سرانجام در تاریخ در بیست و یک دی ماه ۱۳۶۵ در سن ۲۹ سالگی شهید شد و هیچ‌گاه پیکرش به خاک وطن بازنگشت.
بیژن نوباوه نماینده مجلس و همکار غلامرضا رهبر در خصوص نحوه کشته‌شدن وی می‌گوید: یکی از زیبایی‌های کشته‌شدن «غلامرضا رهبر» این است که هیچ‌کس از آن اطلاعی ندارد؛ یعنی زمانی که وی زخمی شده و او را در یک نفربر زرهی قرار می‌دهند، دیگر هیچ‌کس نمی‌داند که چه بر سر پیکر او می‌آید. اصلاً در جابه‌جایی‌ها مشخص نیست که او هدف قرار گرفته و آخرین تصاویر هم که از او موجود است، زخمی شده و او را بر روی نفربر زرهی قرار می‌دهند.

### نخستین خبرنگار شهید
غلامرضا رهبر اولین گزارشگر شهید صدا و سیمای ایران در جنگ است که آخرین گزارش وی از عملیات کربلای ۵ شنیده شد. در سال ۱۳۹۳ پس از ۲۸ سال از شهادت نشان افتخار جهادگر عرصه فرهنگ و هنر به خانواده وی اهدا شد.

## یاد غلامرضا رهبر پس از او
یاران او در سالهای اخیر مستندهای زیادی در خصوص وی ساخته‌اند که هیچ‌کدام همهٔ اطلاعات موجود را در بر نمی‌گیرد. در سال ۹۳ محمدباقر قالیباف شهردار تهران طی بازدیدی که با همسر و فرزند رهبر داشت اعلام نمود که یکی از پروژه‌های عمرانی پایتخت به نام شهید رهبر نامگذاری خواهد شد و از طرف شهردای یک مجموعه تلویزیونی برای شناساندن شخصیت رهبر تهیه خواهد شد. که مشخص نیست کدام پروژه منظور ایشان بوده‌است.
در جشنواره دفاع مقدس (سال ۱۳۸۹) حمید فرخ‌نژاد برای بازی در فیلم‌های «دموکراسی تو روز روشن» و «شب واقعه»، جایزه بهترین بازیگر مرد را دریافت و جایزه‌اش را به دختر «شهید غلامرضا رهبر» اهدا کرد.
صداوسیمای آبادان در سال ۹۳ فیلم زندگی «شهید رهبر» گزارشگر رادیو آبادان را تهیه نمود که از شبکه ۳ سیما پخش شد و به دلیل تفاوتهایی که بین شخصیت رهبر در آن فیلم با شخصیت واقعی‌اش وجود داشت مورد انتقاد خانواده وی قرار گرفت.
در مهرماه 1394 به مناسبت هفته دفاع مقدس، دکتر سید حسن قاضی‌زاده هاشمی وزیر بهداشت، در منزل شهید رهبر حاضر شد و با خانواده ایشان دیدار کرد.

مستند «گزارش آخر» با موضوع فعالیت‌های رسانه‌ای غلامرضا رهبر در دوران دفاع مقدس، دوشنبه ۲۱ دی ماه ۹۴ از شبکه افق پخش شد.
نماهنگ آخرین خبر با صدای علی لهراسبی اشاره به شهادت رمز آلود غلامرضا رهبر و پیدا نشدن پیکر او پس از شهادت دارد.
بخشی از شعر این آهنگ: تو آغوش سرد کدوم سنگری… که حتی رفیقات گم کردنت.... کجای جهانو بگردم پی… پلاکی که انداختی گردنت (پیوند به بیرون نه منبع)
در بیست و نهمین سالگرد شهادت غلامرضا رهبر دخترش که اکنون در خبرگزاری صدا و سیمای جمهوری اسلامی ایران فعالیت می‌کند یک گزارش در مورد فعالیت‌های پدرش داشت.
در ۲۱ دی ماه سال ۱۳۹۹ مصادف با سالروز درگذشت غلامرضا رهبر، مستندی کوتاهی در مورد ایشان از شبکه یک سیما پخش شد.

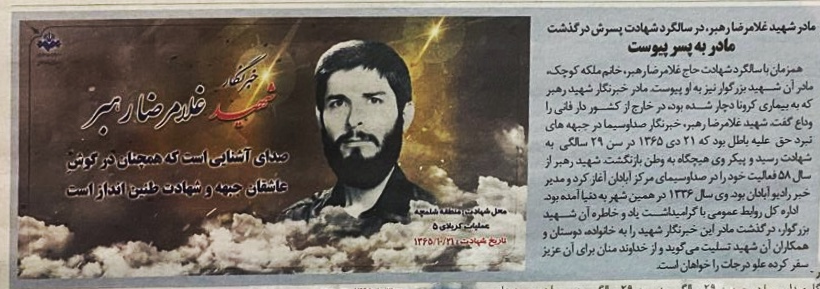
مادر غلامرضا رهبر که در خارج از کشور سکونت داشت، در سال ۱۳۹۹ و در روز درگذشت پسرش از دنیا رفت.

در فیلم سینمایی آبادان یازده ۶۰ شخصیت غلامرضا رهبر به تصویر کشیده شده است